# Ángel Amaya
Ángel Amaya (ur. 11 lutego 1934) – wenezuelski pięściarz, uczestnik Igrzysk Olimpijskich w 1952 w Helsinkach. Na igrzyskach wziął udział w turnieju w wadze koguciej. W pierwszej rundzie przegrał 0:3 z reprezentantem Meksyku Raúlem Macíasem.